# Вбивство Маккензі Спет Люк
Вбивство Маккензі Спет Люк сталося в червні 2019 року, коли 23-річна студентка Університету Юти Люк зникла безвісти, а її останки пізніше були виявлені. 31-річний Айола Аджай був заарештований за підозрою у викраденні та вбивстві після обшуку його будинку та після того, як були знайдені рештки та поховання Люк.
Повідомлялося, що підозрюваний, що вбив і викрав Люк, перед тим як спалити її тіло у його задньому дворі, мав книгу про спалених та вбитих героїв куплену на Amazon. Ім'я автора було таким же, як і в підозрюваного, а сторінка у Facebook із фотографіями підозрюваного просувала книгу.